# 教父哲学
教父哲学（きょうふてつがく、英語: Patristic philosophy）とは、教父のキリスト教哲学である。

## 特徴
教父哲学の特徴は、異教の多い古代の時代にキリスト教を擁護する為に、ギリシア哲学を利用してキリスト教思想を説明したという点が挙げられる。

## 分類
教父哲学はギリシア教父によってギリシア語で書かれたものと、ラテン教父によってラテン語で書かれたものがある。

## 作品
教父哲学者の中でも正統的信仰教義の完成者はアウグスティヌスであった。彼の著作としては「告白」、「神の国」、「三位一体」が挙げられる。